# Matica srpska

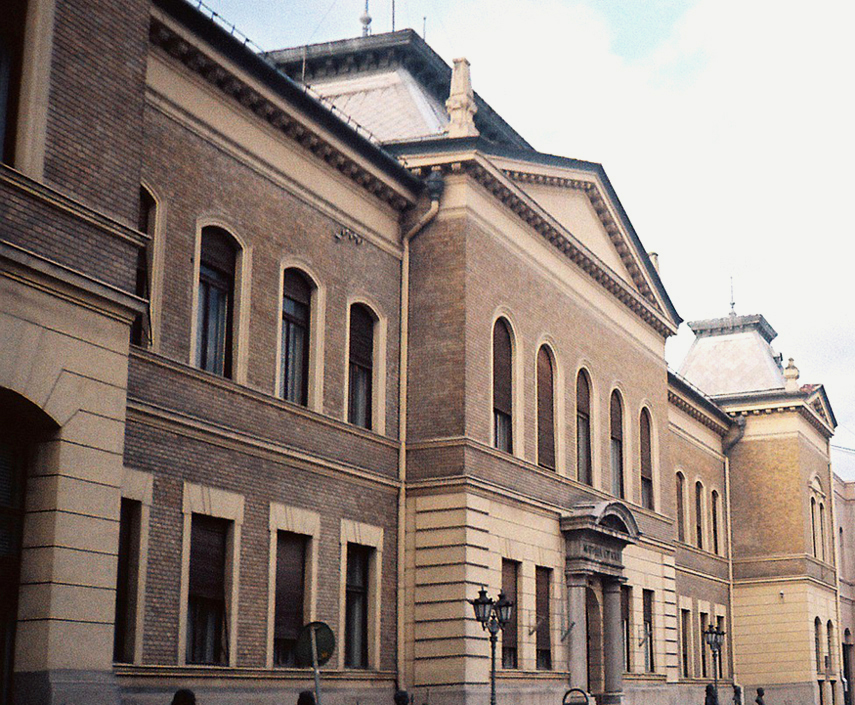
Gebäude der Matica srpska in Novi Sad

Die Matica srpska (serbisch-kyrillisch Матица српска, dt. Serbische Stammmutter, vom altslawischen „matica“ für „Quelle“, „Ursprung“) ist ein bedeutender serbischer Kulturverein.
Die Matica srpska wurde 1826 nach dem Vorbild der ein Jahr älteren Ungarischen Akademie der Wissenschaften in Pest (heute Budapest) gegründet. Nach Verbot und Unterbrechung der Tätigkeit wurde sie 1864 in Novi Sad ansässig. Die Matica srpska, im serbischen Bürgertum verankert, unterstützte Studenten mit Stipendien und arbeitete darauf hin, die Kultur und Bildung des serbischen Volks dem kirchlichen Einfluss zu entziehen. Die Reformen von Vuk Karadžić, besonders dessen phonetische Schreibweise, lehnte der Verein zunächst ab. Das Hauptziel vor dem Ersten Weltkrieg war, das Nationalbewusstsein der Serben in Ungarn zu stärken.

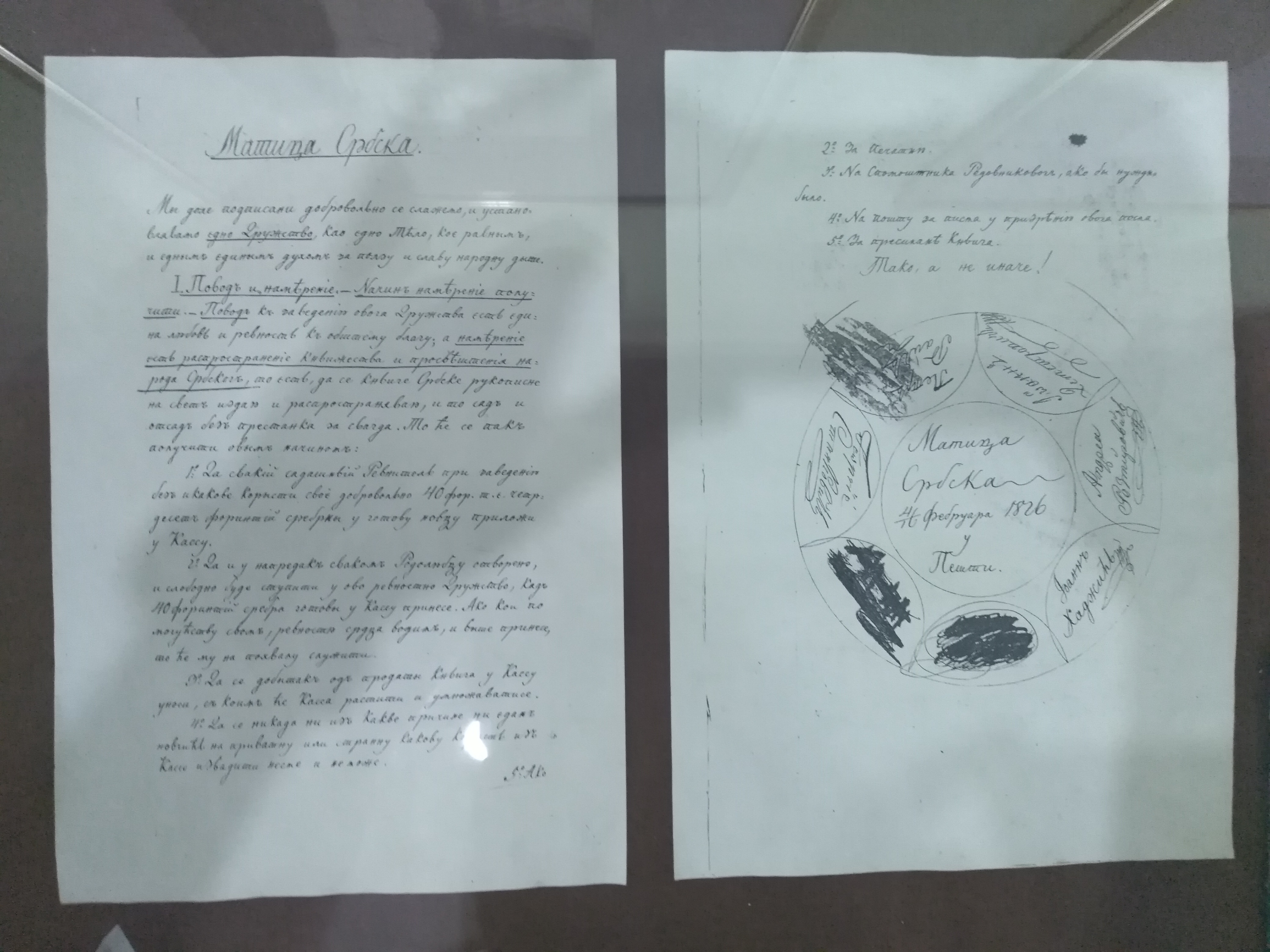
Matica srpska Charta

## Vorbildfunktion
Nach dem serbischen Vorbild entstand im Kaisertum Österreich und im späteren Österreich-Ungarn eine tschechische Matice česká in Prag (1831), eine kroatische Matica ilirska in Zagreb (1842), eine sorbische Maćica Serbska in Bautzen (1847), eine ukrainische in Lemberg (1848), eine mährische Matice moravská in Brünn (1853), eine dalmatinische in Zara (1862), eine slowakische Matica slovenská in Martin (1863), eine slowenische Matica slovenska in Laibach (1864), eine polnische in Lemberg (1880) und eine niedersorbische in Kottbus (1880).

## Nach den Weltkriegen
Im Königreich der Serben, Kroaten und Slowenen verlor die Matica srpska ihre tragende Rolle im kulturellen Leben.
Nach dem Zweiten Weltkrieg wurde die Matica srpska zu einer Wissenschafts- und Kulturinstitution, die auf das gesamte serbokroatische Sprachgebiet und die jugoslawische Kultur Einfluss ausübte. 1954 lud die Matica srpska zum Treffen ein, das zum sogenannten Abkommen von Novi Sad zur serbokroatischen Sprache führte. Außerdem gab sie verschiedene Wörterbücher und Lexika heraus und betreibt das Kunstmuseum Galerie Matica Srpska.